# Complete Link
Complete Link ist ein Musikalbum von Peter Brötzmann, Toshinori Kondō und Sabu Toyozumi. Die am 2. Oktober 2016 im Veranstaltungsort Roppongi Super Deluxe in Tokyo entstandenen Aufnahmen erschienen am 6. Juni 2024 auf NoBusiness Records.

## Hintergrund
Obwohl die drei Künstler bereits 2014 zusammen aufgetreten waren, ist dieser Live-Mitschnitt im Roppongi Super Deluxe in Tokio am 2. Oktober 2016 die erste Dokumentation dieses besonderen Trios. Brötzmann und Toyozumi arbeiteten während der Japantournee des Saxophonisten in den 1980er-Jahren zusammen und nahmen mit Derek Bailey und als Duo mit der vorherigen Veröffentlichung Triangle: Live at OHM, 1987 (NoBusiness, 2023) auf. Der Saxophonist und Kondo waren zuvor mit dem ICP Orchestra auf Tournee gewesen und hatten mit dem Chicago Tentet und dem Clarinet Project des Saxophonisten sowie mit William Parker und Hamid Drake als Die Like a Dog Quartet aufgenommen. Brötzmann wechselte zwischen Tenorsaxophon und Tarogato, und Kondo bevorzugt hier die Live-Elektronikbearbeitung seiner Trompete.

## Titelliste
- Peter Brötzmann / Toshinori Kondo / Sabu Toyozumi: Complete Link (NoBusiness Records NBCD 165)[2]

1. To the Nature from the Heat 15:52
2. First Monorail 47:45
3. Memories of Wuppertal 5:25

Die Kompositionen stammen von Peter Brötzmann / Toshinori Kondo / Sabu Toyozumi.

## Rezeption

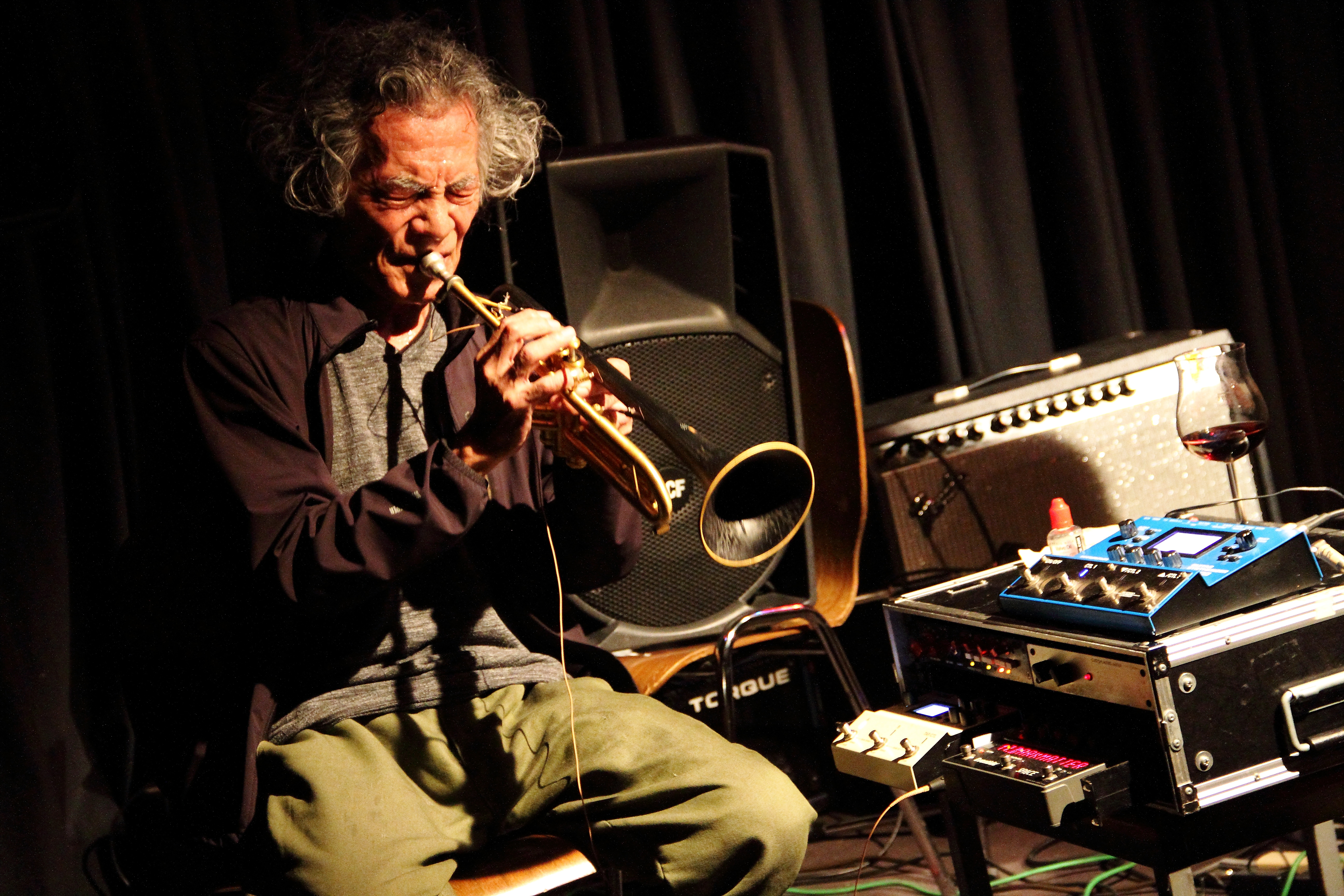
Toshinori Kondo im Konzert im club W71, Weikersheim (2017)

Diese Art Musik jenseits der Kategorie Free Jazz könne man als „Post-Free Jazz“ bezeichnen, meint Mark Corroto, der das Album in All About Jazz rezensierte. Man könnte es auch als „Punk-Rock-Blues-Erlebnis und Vierte-Welt-Musik“ beschreiben. Der Sound kann Dynamit sein, aber er kann auch schweben, ähnlich wie Jon Hassells elektronische Wellen. Kondos bearbeitete Trompete habe vielleicht ihre Wurzeln in Miles Davis’ elektrischem Wah-Wah-Pedal-Attacken, aber sie klinge hier eher wie ein Synthesizer als wie ein Blechblasinstrument. Verstärkt sei Kondo in der Lage, Lautstärke und Energie mit Brötzmanns und Toyozumis Wildheit zu erreichen. Die epische Länge von „First Monorail“ (47:45) würde von donnerndem heißem Magma zu meditativen Grübeleien fließen und Bombast mit der spacigen, gedämpften Ruhe des Blues vermischen. Werde der Free Jazz hier überwunden, fragt der Autor hypothetisch; doch diese Musik verkörpere eher das Beste des Free Jazz.
Schon beim ersten Ton spüre man die enorme Energie, die in Brötzmanns Tonfall zu seiner wahren Glanzzeit steckte, schrieb Jan Granlie in Salt Peanuts. Zu Beginn seien es Brötzmann und Toyozumi, die mit enormer Energie „den Weg weisen“. Und von da an sei es für die Hörer eine Freude, die Ohren auf den „Brötzmann-Kanal“ zu richten. Schließlich würde auch Kondo mit ebenso energischem Trompetenspiel zur Kompanie stoßen, was Brötzmann noch stärker zum Einsatz bringe, wobei das Ganze zu einem herrlichen Ohren- und Seelengenuss werde. Aber obwohl dies frei und heftig sei, swinge es auch relativ heftig. Brötzmann und Kondo ergänzen sich gleichermaßen auf spielerische Art und Weise, während Toyozumi das Ganze mit anhaltendem und knallhartem Schlagzeugspiel abrunde. Man könne das Schlagzeugspiel leicht mit dem vergleichen, was Paal Nilssen-Love in den letzten 20 Jahren auf die Beine gestellt hat, und zusammen mit den anderen beiden sorgte er für hohe Oktanzahl und Dynamik in den drei Tracks.